# Josef Markwart

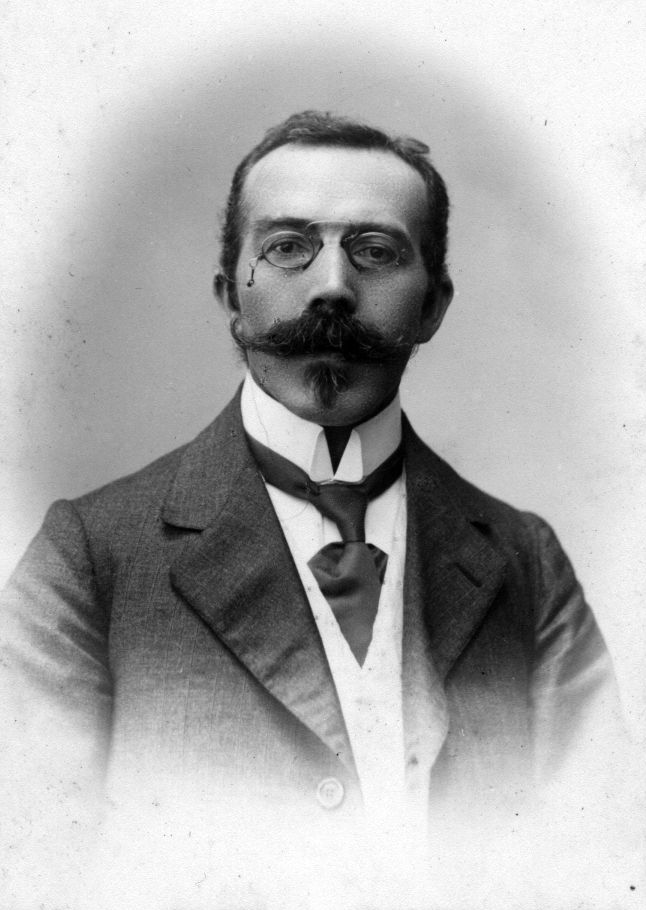
Foto,1898

Josef Markwart/Marquart (Reichenbach am Heuberg, 9 de diciembre de 1864 – Berlín, 4 de febrero de 1920) fue un orientalista alemán especialista en Historia de Oriente Próximo y elogiado por la Encyclopædia Iranica  . 

## Biografía
Estudió teología católica y filosofía en la Universidad de Tubinga.
Se mudó a Leiden en 1900 donde fue curador del Museo de Etnología de Leiden, y profesor de la Universidad de Leiden.
En 1912 se trasladó a Berlín, donde fue profesor de estudios armenios de la Universidad Humboldt de Berlín.
En 1922 cambió su apellido de “Marwart”a “Marquart”.